# 馬赫尼夫卡 (切爾尼戈夫州)
51°3′45″N 32°22′57″E / 51.06250°N 32.38250°E
馬赫尼夫卡（烏克蘭語：Махнівка）是位於烏克蘭北部切爾尼希夫州裏尼任區的村莊，面積2平方公里，海拔高度136米，2006年人口501，人口密度每平方公里250.5人。